# Weltausstellung London 1862
Die Weltausstellung London 1862 („International of 1862“ oder „Great London Exposition“) war eine Weltausstellung, die vom 1. Mai 1862 bis zum 1. November 1862 am Rande der Anlagen der Royal Horticultural Society in South Kensington, London, England, durchgeführt wurde, wo sich heute Museumsbauten wie das Natural History Museum und das Science Museum befinden.

## Geschichte
Organisator der Weltausstellung war die Royal Society of Arts mit voller Unterstützung der Regierung. Erklärtes Ziel war die Weltausstellung von 1851 bei weitem zu übertreffen. Besonders ausländische Aussteller und die Kolonien sollten stärker vertreten sein. Der Ausstellungsumfang wurde thematisch vergrößert und reichte von Kunst über Handwerk bis hin zu den neuesten technischen Errungenschaften.
Baedeker’s Handbuch für Reisende nach London von 1862 listet „4 Hauptabtheilungen“ auf:

„1) Produkte der Berg- und Hüttenwerke, des Landbaues, chemische Stoffe und solche aus dem Pflanzen- und Thierreiche, welche zu Manufacturwaaren verarbeitet werden.

2) Maschinen und Wagen, Gegenstände der Land- und See-Baukunst, Instrumente für Krieg (Waffen u. dgl.) und Frieden (Präcisions-, musicalische und chirurgische, Uhren u. dgl.).

3) Baumwolle, Leinen, Seide, Wolle, Leder in allen Stadien der Verarbeitung. Papier und Bücher, Möbel, Metall-, Glas- und Töpferwaren.

4) Gegenstände der modernen schönen Künste (Architektur, Malerei, Bildhauerei, Stich).“

Der Tod von Prinz Albert, Ehemann von Königin Victoria und Präsident der Royal Society of Arts, am 14. Dezember 1861 wirkte sich lähmend auf die Ausstellungsvorbereitungen aus. Dennoch konnte die Ausstellung termingerecht am 1. Mai 1862 eröffnet werden. Der für Queen Victoria vorbereitete Thron blieb allerdings leer, die königliche Familie nahm an den Feierlichkeiten nicht teil.
Das Ausstellungsgebäude wurde von Francis Fowke (1823–1865) entworfen sowie von Charles und Thomas Lucas und Sir John Kelk mit Baukosten von ca. 300.000 £ errichtet. Die Mittel stammten noch aus dem Gewinn der Great Exhibition von 1851. Der Ausstellungspalast umfasste ein 351 Meter langes, 26 Meter breites und 35 Meter hohes Hauptgebäude hinter dem sich der eigentliche 12,5 Hektar große Ausstellungsbau als Glas- und Holzkonstruktion erstreckte. Der Ausstellungspalast wurde von zwei gigantischen Kuppeln mit 49 Meter Durchmesser und 79 Meter Höhe gekrönt. Fowke hatte sich hierfür die Kuppel des Petersdomes zum Vorbild genommen und sie in ihren Abmessungen übertroffen.
Es gab über 28.000 Aussteller aus 36 Ländern. Bei Eintrittspreisen für die Tageskarte von 1 Schilling, freitags und sonnabends 2 s. 6 d sowie von 1 £ 10 s. für die Dauerkarte betrug die Besucherzahl etwa 6,1 Millionen. Mit Einnahmen von 459.632 £ und Kosten von 458.842 £ schloss das Vorhaben finanziell ausgeglichen ab.

## Nachnutzung
Gegen das Aussehen des Weltausstellungspalastes wurde viel Kritik geäußert, er wurde daher nach der Ausstellung demontiert und teilweise für den Bau des Alexandra Palace verwendet. Die Ausstellung konnte weder finanziell noch atmosphärisch an den Erfolg der Great Exhibition von 1851 anknüpfen. Nach der Ausstellung von 1862 fand keine große Weltausstellung mehr in England statt.

## Literatur

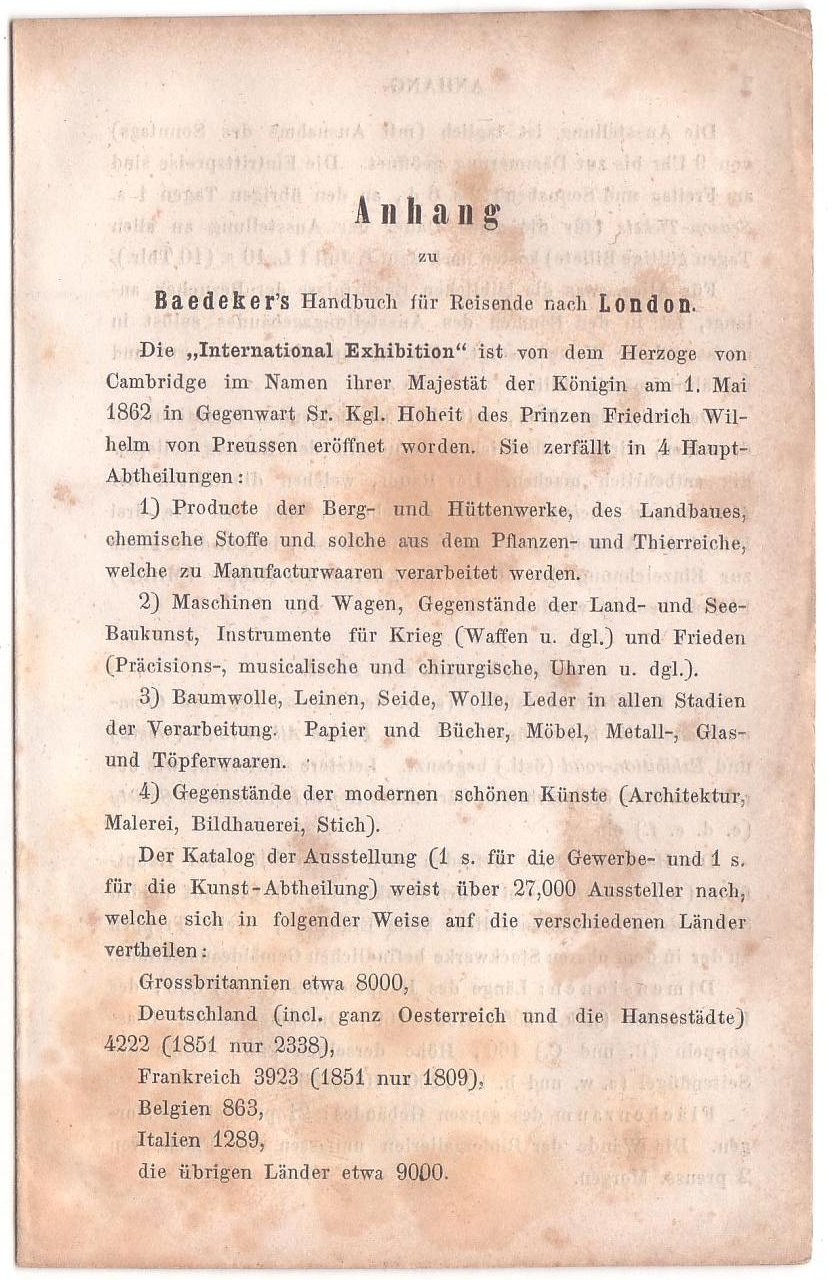
Anhang „International Exhibition“ zu Baedeker’s London 1862